# Quadratura della parabola

Un segmento parabolico.

Quadratura della parabola (in greco: Τετραγωνισμὸς παραβολῆς ) è un trattato di geometria, scritto da Archimede nel III secolo a.C. e indirizzato al suo conoscente alessandrino Dositeo. Contiene 24 proposizioni riguardanti le parabole, culminanti in due prove che dimostrano che l'area di un segmento 
(la regione racchiusa da una parabola e da una retta ) è 4/3 di quella di un dato triangolo inscritto.
È una delle opere più note di Archimede, in particolare per il suo uso ingegnoso del metodo di esaustione e, nella seconda parte, della serie geometrica. Archimede potrebbe aver sezionato l'area in infiniti triangoli le cui aree formano una progressione geometrica. Quindi, calcolò la somma cui converge la serie geometrica risultante, e dimostrò che questa è l’area del segmento parabolico. Questo rappresenta l'uso più sofisticato di un argomento mediante la tecnica della reductio ad absurdum nella matematica greca antica. La soluzione di Archimede rimase insuperata fino allo sviluppo del calcolo integrale nel XVII secolo, quando fu dedotta la formula della quadratura di Cavalieri.

## Teorema principale
Un segmento parabolico è la regione delimitata da una parabola e da una retta. Per trovare l'area di un segmento parabolico, Archimede considera un certo triangolo inscritto la cui base è la corda della parabola e il cui terzo vertice è il punto della parabola che è attraversato da una tangente che è parallela alla corda stessa. La Proposizione 1 dell'opera afferma che una linea tracciata dal terzo vertice parallelamente all'asse divide la corda in segmenti uguali. Il teorema principale afferma che l'area del segmento parabolico è 4/3 di quella del triangolo inscritto.

## Struttura del testo

La prima dimostrazione di Archimede usa il principio della leva per trovare l'area di un segmento parabolico.

L’opera di Menecmo aveva reso le sezioni coniche come la parabola. Tuttavia, prima dell'avvento del calcolo differenziale e integrale , non esistevano mezzi facili per trovare l'area di una sezione conica.
Archimede fornisce la prima soluzione attestata a questo problema concentrandosi specificamente sull'area delimitata da una parabola e da una corda.
Archimede propone due dimostrazioni del teorema principale: una mediante la meccanica astratta e l'altra mediante la geometria pura. Nella prima dimostrazione Archimede considera una leva in equilibrio sotto l'azione della gravità, i cui segmenti sono appesantiti da una parabola e da un triangolo sospeso lungo i bracci della leva, a determinate distanze dal fulcro. Conosciuto il baricentro del triangolo, l'equilibrio della leva restituisce l'area della parabola in funzione dell'area del triangolo che ha la stessa base e la stessa altezza. Archimede qui devia dalla procedura che si trova nel trattato Sull'equilibrio dei piani, in quanto ha i centri di gravità a un livello inferiore a quello della bilancia. La seconda e più famosa dimostrazione utilizza la geometria pura, in particolare la somma di una serie geometrica.
Delle ventiquattro proposizioni, le prime tre sono citate senza prove dagli Elementi di Coniche, trattato perduto di Euclide. Le Proposizioni 4 e 5 stabiliscono le proprietà elementari della parabola. Le Proposizioni da 6 a 17 danno la dimostrazione meccanica del teorema principale; Le Proposizioni da 18 a 24 presentano la dimostrazione geometrica.

## Prova geometrica

### Dissezione del segmento parabolico

La seconda dimostrazione di Archimede seziona il segmento parabolico in un numero arbitrario di triangoli.

L'idea principale della dimostrazione è la dissezione del segmento parabolico in infiniti triangoli, come mostrato nella figura a destra. Ciascuno di questi triangoli è inscritto nel proprio segmento parabolico allo stesso modo in cui il triangolo blu è inscritto nel segmento grande.

### Aree dei triangoli
Nelle proposizioni da diciotto a ventuno, Archimede dimostra che l'area di ciascun triangolo verde è un ottavo dell'area del triangolo blu. Da un punto di vista moderno, questo perché il triangolo verde ha metà della larghezza e un quarto dell'altezza
Per estensione, ciascuno dei triangoli gialli ha un ottavo dell'area di un triangolo verde, ciascuno dei triangoli rossi ha un ottavo dell'area di un triangolo giallo e così via. Utilizzando il metodo dell'esaustione, ne consegue che l'area totale del segmento parabolico è data da:
{\displaystyle {\text{Area}}\;=\;T\,+\,2\left({\frac {T}{8}}\right)\,+\,4\left({\frac {T}{8^{2}}}\right)\,+\,8\left({\frac {T}{8^{3}}}\right)\,+\,\cdots .},
dove T rappresenta l'area del grande triangolo blu, il secondo termine rappresenta l'area totale dei due triangoli verdi, il terzo termine rappresenta l'area totale dei quattro triangoli gialli e così via. Raccogliendo a fattor comune, si ottiene:
{\displaystyle {\text{Area}}\;=\;\left(1\,+\,{\frac {1}{4}}\,+\,{\frac {1}{16}}\,+\,{\frac {1}{64}}\,+\,\cdots \right)T.}

### Somma della serie

Dimostrazione di Archimede che 1/4 + 1/16 + 1/64 + ... = 1/3

Per completare la dimostrazione, Archimede mostra che:
{\displaystyle 1\,+\,{\frac {1}{4}}\,+\,{\frac {1}{16}}\,+\,{\frac {1}{64}}\,+\,\cdots \;=\;{\frac {4}{3}}.}
La formula sopra è una serie geometrica: ogni termine successivo è un quarto del termine precedente. Nella matematica moderna, quella formula è un caso particolare della formula della somma per una serie geometrica.
Archimede valuta la somma utilizzando un metodo interamente geometrico, [8] illustrato nella figura a fianco. Ogni quadrato viola successivo ha un quarto dell'area del quadrato precedente. L’area viola ha come somma:
{\displaystyle {\frac {1}{4}}\,+\,{\frac {1}{16}}\,+\,{\frac {1}{64}}\,+\,\cdots .}
Tuttavia, i quadrati viola sono congruenti a entrambi i gruppi di quadrati gialli, e quindi coprono 1/3 dell'area del quadrato unitario. Ne consegue che la serie sopra somma a 4/3 (poiché 1+1/3 = 4/3).